# Ingegneria delle telecomunicazioni

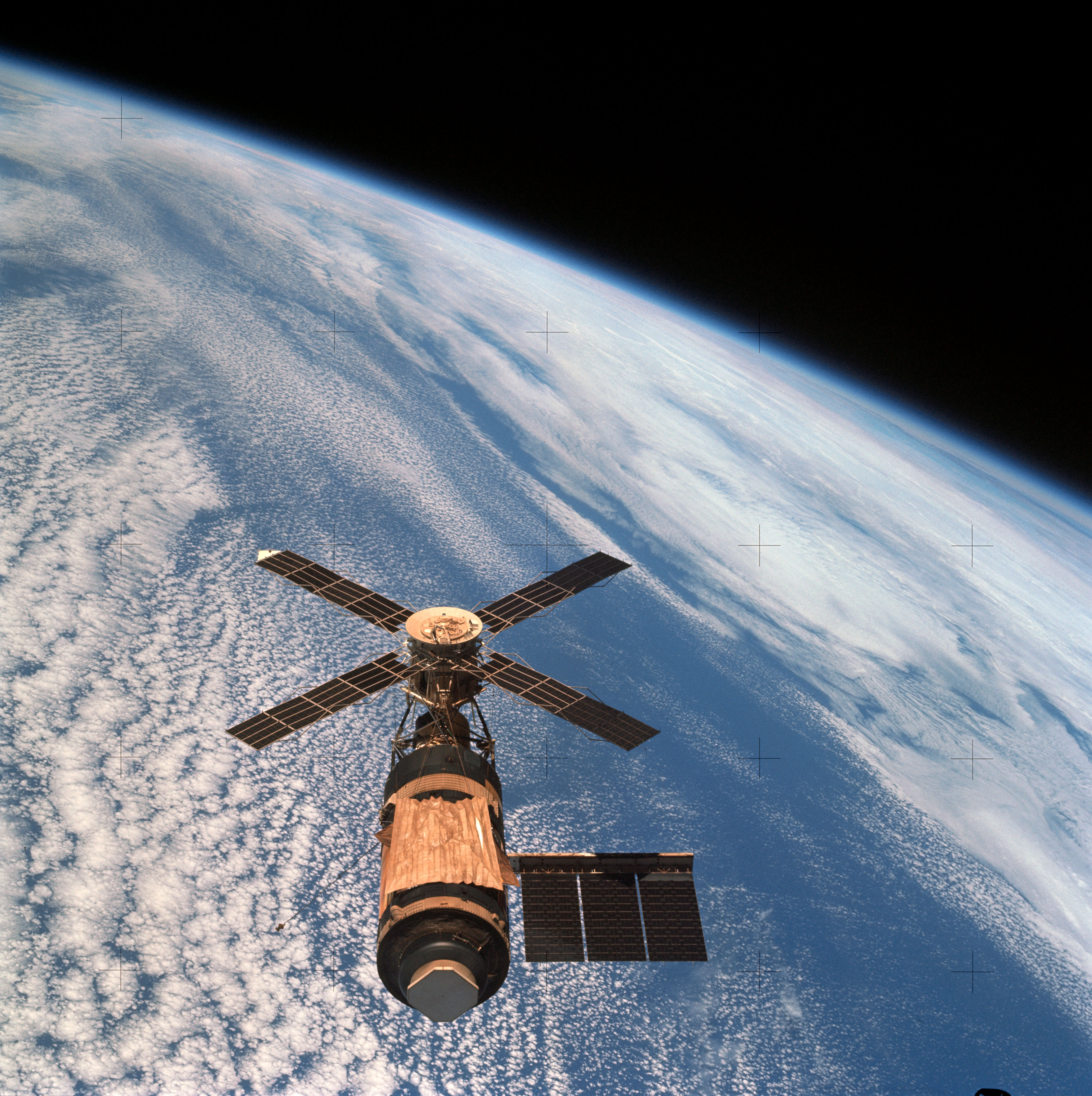
Un satellite per telecomunicazioni in orbita intorno alla Terra

L'ingegneria delle telecomunicazioni è un ramo dell'ingegneria dell'informazione, derivato in parte dall'ingegneria elettronica, che applica principi di quest'ultima e di altre discipline collegate a metodi di progettazione, realizzazione e gestione di sistemi e soluzioni per trasmettere e ricevere informazioni e dati a distanza. Si occupa soprattutto di sistemi di telecomunicazioni, preposti al passaggio delle suddette informazioni da una o più sorgenti (o mittenti) a un certo numero di destinatari (o riceventi), in forma orizzontale o verticale.

## Descrizione

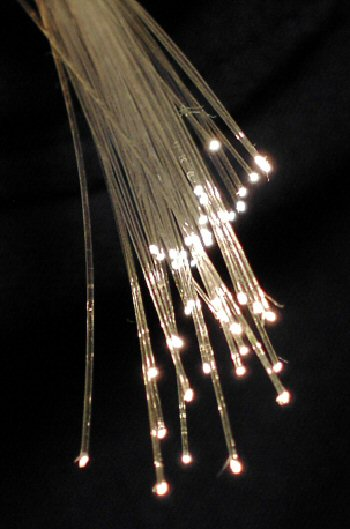
Fibra ottica (Comunicazioni ottiche)

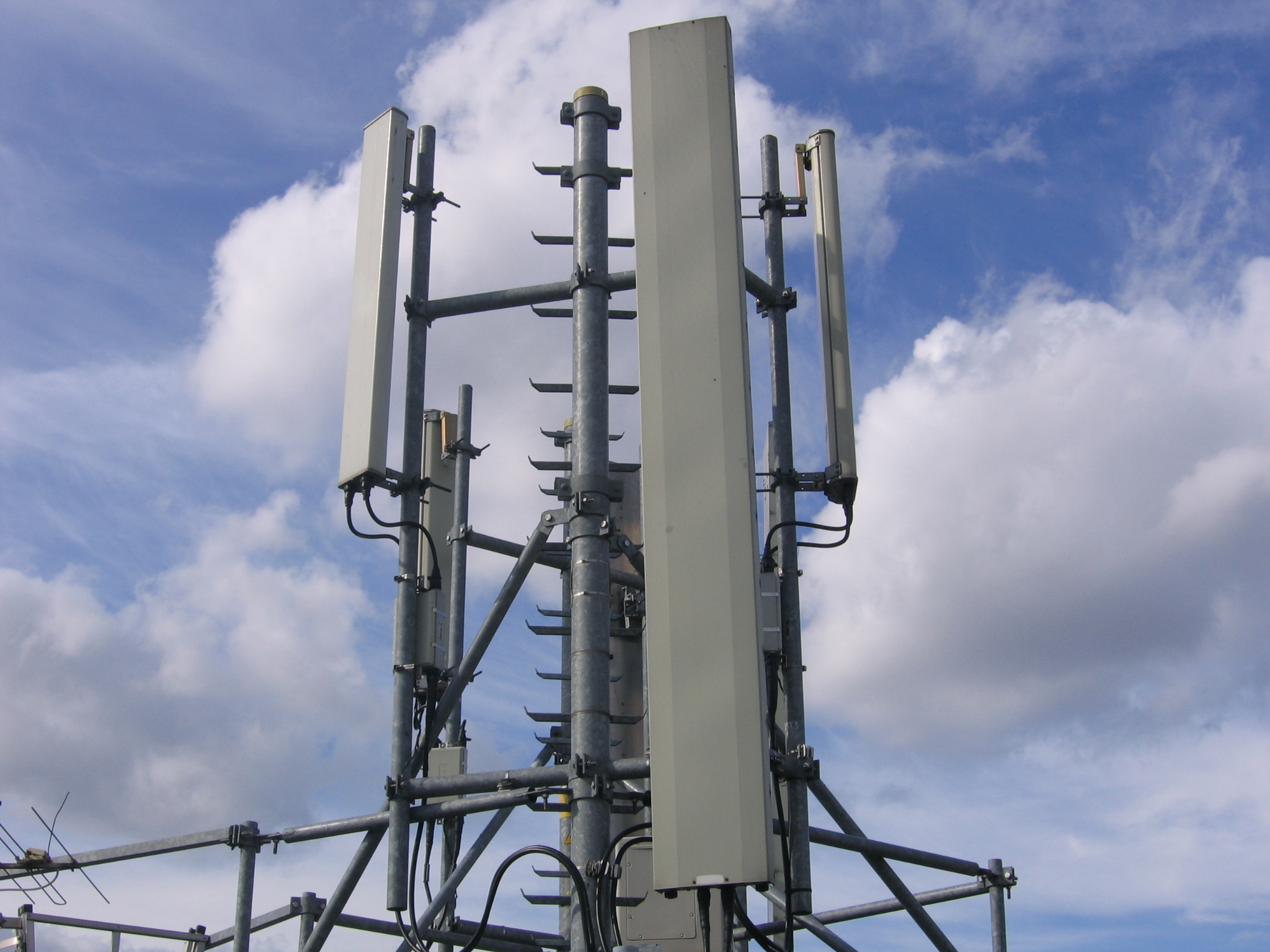
Stazione radio base per rete cellulare GSM

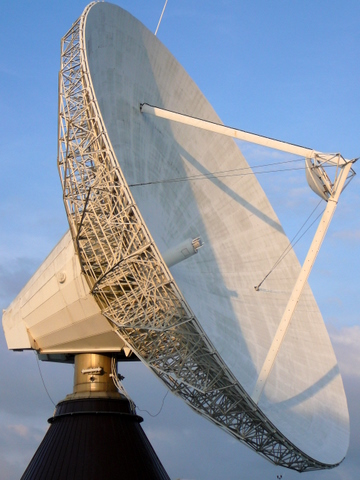
Antenna parabolica, per telecomunicazioni satellitari

L'ingegneria delle telecomunicazioni è anche conosciuta nel mondo come quel ramo dell'ingegneria elettrica (ingegneria delle comunicazioni elettriche) (ingegneria elettrica all'estero comprende tutta l'Ingegneria dell'Informazione, ingegneria dell'automazione e l'ingegneria elettrica italiana) che si occupa della trasmissione e della ricezione di informazioni ora ricompreso nella più limitata ingegneria dell'informazione assieme all'ingegneria elettronica e all'ingegneria informatica.
Ingegneria delle telecomunicazioni inoltre eredita dalla vecchia ingegneria elettrotecnica ed elettronica la progettazione impiantistica e di disegno tecnico degli impianti e sistemi di comunicazione (Decreto del presidente della Repubblica 328) che ora ricadono nel ramo dell'Informazione.
Ingegneria delle telecomunicazioni e ingegneria informatica, due tipologie di corsi con percorsi fortemente diversi, si differenziano dall'ingegneria elettronica lavorando ad un livello logico più alto ovvero a livello sistemico occupandosi della progettazione e sviluppo dei sistemi ed impianti di trasmissione ed elaborazione (a livello hardware e software) la cui implementazione fisica ricade in parte nel campo di studio dell'elettronico, ovvero fa ampio uso delle conoscenze elettroniche (analogiche e digitali) degli elementi circuitali di base.
Il crescente progresso tecnologico ha portato la progettazione impiantistica alla necessità di due figure professionali diverse, ed anche nelle abitazioni odierne trovano posto gli impianti di distribuzione energetica (impianti elettrici), e gli impianti di distribuzione dell'informazione (impianti di comunicazione e di controllo domotico, impianti di informazione).
Di recente ingegneria delle telecomunicazioni è spesso associata ad ingegneria elettronica: sono nati corsi di laurea con denominazione "elettronica e telecomunicazioni", a sottolineare la forte diversità dall'ingegneria informatica e il forte legame con l'elettronica.
Le informazioni possono essere trasmesse e veicolate attraverso diversi tipi di canali: canali satellitari, canali acustici subacquei, cavi telefonici e collegamenti in fibre ottiche.
Per quanto riguarda le applicazioni commerciali si possono distinguere principalmente due metodi di trasmissione: il primo utilizza lo spazio libero o mezzo radio o etere, ed è sfruttato per applicazioni di radiocomunicazioni quali la radio, la televisione, il telefoni cellulari e i satelliti; il secondo sfrutta invece mezzi fisici cablati o portanti fisici sotto forma di guida per il segnale informativo: (cavo coassiale, doppino telefonico in rame, cavo elettrico powerline, fibra ottica ecc..) e viene utilizzato per la telefonia tradizionale, Internet e tutte le comunicazioni che necessitano di elevate velocità di trasmissione.

### Campi di ricerca accademici

Sistema di trasmissione

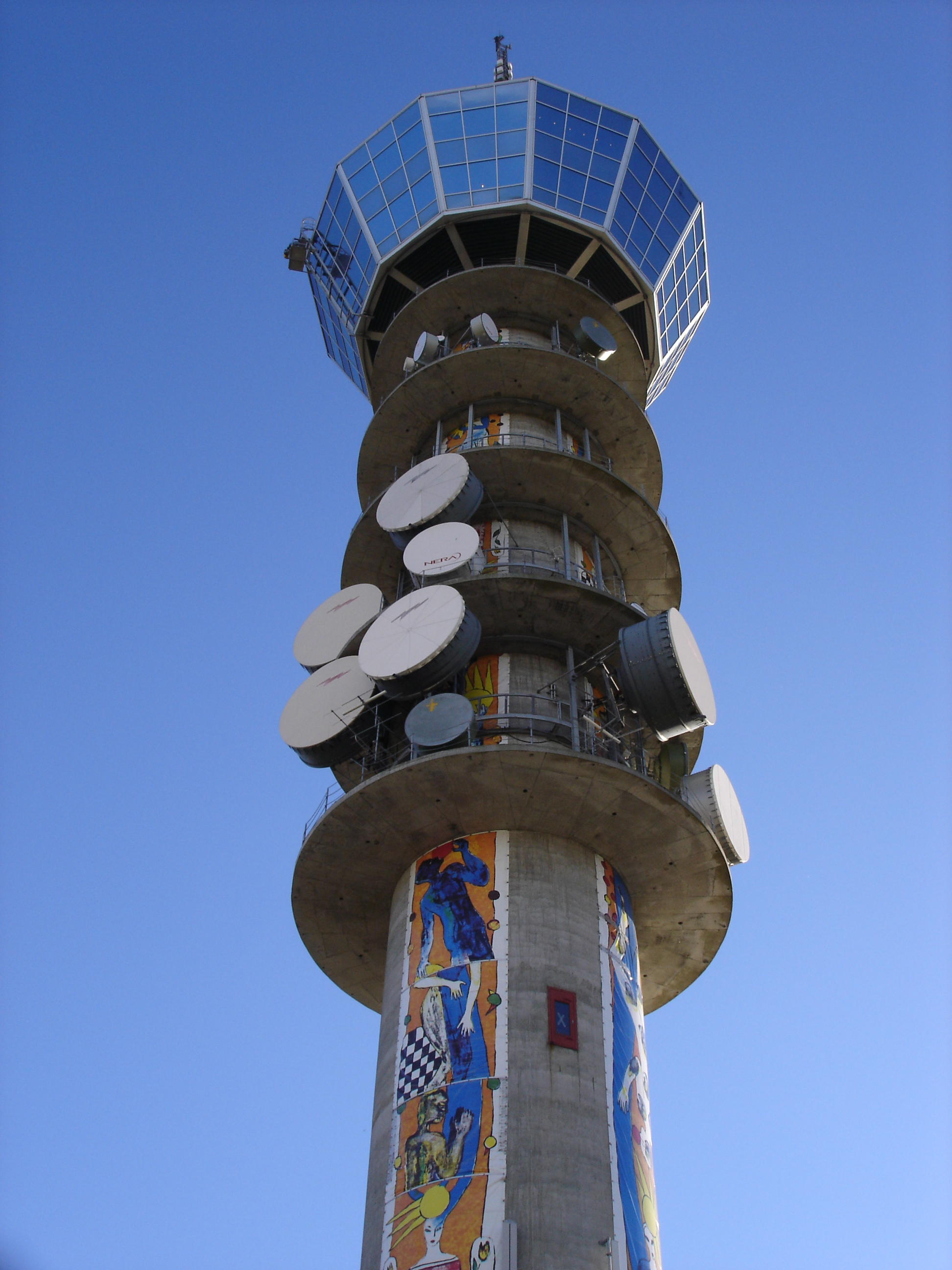
Torre antenna per radiocomunicazione

I campi di ricerca a livello accademico sono principalmente:
- elaborazione numerica dei segnali con le relative applicazioni alla geofisica, alle prospezioni elettromagnetiche, all'analisi ed elaborazione dei dati di qualsiasi tipo essi siano;
- sistemi di trasmissione dell'informazione, ove l'approccio è più applicativo e atto allo sviluppo di nuovi sistemi elettronici ed ottici di comunicazione (comunicazioni elettriche e comunicazioni ottiche);
- reti di telecomunicazioni, da quelle tradizionali, a Internet, alle reti cellulari e wireless;
- servizi e applicazioni, sia sotto il profilo tecnico-economico sia dal punto di vista dello sviluppo di tecnologie;
- fondamenti teorici dell'ingegneria dell'informazione, come la teoria dell'informazione, teoria dei codici...;
- elettromagnetismo applicato con le relative applicazioni di imaging sotto-superficiale industriale e biomedicale, di pianificazione elettromagnetica, di compatibilità elettromagnetica e impatto ambientale, di comunicazioni wireless (senza fili) PHY-layer, di sistemi di identificazione (RFID), di test non distruttivi NDE-NDT, di acustica subacquea, di tracking e monitoraggio, sicurezza e protezione (scanner aeroportuali body scanner, antenne sismiche (seismic arrays));
- radiocomunicazioni, sistemi di trasmissione radio come le reti cellulari o ponti radio terrestri;
- telecomunicazioni satellitari, telerilevamento e geoinformazione che si occupa della rilevazione a distanza di determinate grandezze fisiche, come ad esempio posizione e velocità in un sistema radar per il Control Area.

### La figura professionale: l'ingegnere delle telecomunicazioni
In termini di sbocchi professionali, i laureati in ingegneria delle telecomunicazioni possono trovare occupazione presso:
- imprese di progettazione, produzione ed esercizio di apparati;
- sistemi, impianti ed infrastrutture riguardanti l'acquisizione ed il trasporto delle informazioni e la loro utilizzazione in applicazioni telematiche;
- imprese pubbliche e private di servizi di telecomunicazione e telerilevamento terrestri o spaziali e di produzione di energia;
- enti normativi ed enti di controllo del traffico aereo, terrestre o navale.

In termini di preparazione, la specificità delle conoscenze acquisite può costituire, per l'ingegnere delle telecomunicazioni, la base per l'accesso a ruoli manageriali in settori decisionali strategici dell'industria e della pubblica amministrazione.
Le competenze acquisite, inoltre, consentono di operare nel campo della ricerca e sviluppo nel settore, nonché in quello della promozione, vendita e assistenza tecnica.
Tra le occupazioni di un ingegnere delle telecomunicazioni ci sono anche le aziende di produzione e energia, perché può impiegarsi fornendo la propria competenza intellettuale, ma non esercitando la libera professione (questo in Italia) a partire dalle aziende dell'energia sostenibile per finire con le compagnie petrolifere.
In base al rapporto ISTAT Università e Lavoro 2008, la laurea in Ingegneria delle Telecomunicazioni è quella che permette, dopo ingegneria meccanica, l'inserimento più rapido nel mondo del lavoro: a tre anni dalla laurea l'88% degli ingegneri delle telecomunicazioni presenta infatti un'occupazione continuativa.

## Aspetti legislativi Italiani, competenze professionali e storia
In base agli Art.46 e Art.47 del D.P.R.328/2001 spetterebbero anche a questa figura professionale le competenze di: pianificazione, progettazione, sviluppo, direzione lavori, stima, collaudo e gestione di impianti e sistemi elettronici, di automazione e di generazione, trasmissione ed elaborazione delle informazioni.
Uno dei padri dell'Ingegneria delle Telecomunicazioni è stato James Clerk Maxwell il quale scrisse la teoria per la descrizione del fenomeno delle onde elettromagnetiche, nel suo "Trattato di elettricità e magnetismo" (1873). L'elettromagnetismo è una tradizione secolare che viene portata avanti oggi dagli ingegneri delle Telecomunicazioni.
La teoria dell'elettromagnetismo costituisce a tutt'oggi forse il migliore esempio di teoria scientifica, per la sua grande precisione, generalità e capacità di previsione, riuscendo per esempio a relazionare fenomeni apparentemente diversi quali l'elettricità, il magnetismo e la luce.
Se lo studio dei fenomeni elettromagnetici richiede in generale l'uso delle equazioni di Maxwell, il modello a parametri concentrati dei circuiti elettrici permette la riduzione di queste equazioni alle ben più semplici leggi di Kirchhoff (v. Gustav Robert Kirchhoff).
Heinrich Rudolf Hertz per primo dimostrò l'esistenza delle onde elettromagnetiche con un apparato di sua costruzione, il dipolo hertziano, in grado di emettere onde radio.
 Nel 1888, Hertz descrisse in un periodico di elettrotecnica come riusciva a scatenare onde elettromagnetiche, le cosiddette onde hertziane, con il suo oscillatore. In suo onore, nel sistema internazionale la frequenza è misurata in hertz.
Ben prima dell'avvento dell'elettronica e dei segnali elettronici, già erano presenti i primi sistemi di comunicazione di natura elettrica. Nikola Tesla nel 1891 cominciò la ricerca wireless (senza fili), che continua fino ai giorni nostri. Guglielmo Marconi nel 1901 con la radio effettuo la prima comunicazione radio transatlantica utilizzando antenne in trasmissione e in ricezione, dispositivi ad oggi fino a prova contraria ancora elettrici.
La parola "antenna" che oggi usiamo così comunemente proviene dai primi esperimenti di Guglielmo Marconi. Le antenne sono dispositivi in grado di convertire (o, più precisamente, trasdurre) il campo elettromagnetico che captano in un segnale elettrico, oppure viceversa di irradiare, sotto forma di campo elettromagnetico, il segnale elettrico con il quale vengono alimentati.
Nel 2009 è stato festeggiato il centenario per il conferimento nel 1909 del premio Nobel per la fisica a Guglielmo Marconi condiviso con Carl Ferdinand Braun "in riconoscimento del loro contributo allo sviluppo della telegrafia senza fili".
Il ruolo di padre della teoria dell'informazione è da attribuire a Shannon che effettuò studii sulla teoria dell'informazione e sui sistemi di crittografia. Nel 1948 Claude Shannon presentò il teorema della codifica di canale noto anche come teorema fondamentale della teoria dell'informazione. Per la prima volta nel 1949 in un articolo di C. E. Shannon comparve il teorema del campionamento di Nyquist-Shannon. Shannon coniò inoltre la parola "bit", per designare l'unità elementare di informazione.
Il termine radar fu coniato nel 1941 ed è l'acronimo della frase inglese radio detection and ranging, e come dice il nome è un sistema che usa le onde radio per rilevare la distanza, la posizione e la velocità di oggetti: storicamente la prima applicazione (e a tutt'oggi la più importante) è il rilevamento di posizione, rotta e successivamente la velocità di aerei e navi. Nel tempo il principio fondamentale è stato applicato anche al telerilevamento, e sono stati costruiti radar meteorologici in grado di rilevare con precisione non solo pioggia, grandine e altre precipitazioni, ma perfino direzione e forza dei venti. Altra applicazione è il monitoraggio della velocità di veicoli su strada.
I cavi coassiali in rame sono uno dei mezzi utilizzati per la trasmissione delle comunicazioni telefoniche, un altro mezzo sono le fibre ottiche, nel 1966 Charles K. Kao definito anche il padre delle fibre ottiche, insieme a George Hockham pubblicò un articolo di importanza fondamentale sull'uso delle fibre ottiche per la trasmissione telefonica: dopo aver dimostrato che la forte attenuazione del segnale nelle fibre era dovuta solo alle impurità presenti nel vetro ed era quindi superabile, Kao fissò in 20 dB/km la massima attenuazione che un cavo in fibra ottica doveva avere per essere praticamente utilizzabile per la trasmissione di segnali telefonici. Nel 2009 gli viene assegnato il Nobel per la fisica per il pionieristico progresso riguardante la trasmissione di luce in fibre ottiche per la comunicazione.
I sistemi georadar sono strumenti di indagine non invasiva. Attraverso l'utilizzo di onde elettromagnetiche, questi sistemi sono in grado di esaminare i materiali indagati senza interferire nelle loro caratteristiche fisiche, meccaniche e chimiche.
Nel secondo dopoguerra, il potenziamento della rete telefonica italiana e lo sviluppo nel dopoguerra fu affidato Sirti che viene fatto in parte per cavo coassiale, in parte usando i ponti radio, collegamenti telefonici realizzati via radio tra antenne poste in genere in cima a monti e colli con ampia visuale.
Attualmente il problema del riordino dei corsi di laurea, e degli ordini professionali connessi, è ben lungi dall'essere stato affrontato. Vengono infatti a scontrarsi gli interessi degli studenti, che hanno bisogno di una formazione a più ampio spettro possibile in modo che sia ammortizzabile nell'arco di tempo della vita lavorativa, e dell'impresa privata che ha bisogno di manodopera iperspecializzata prontamente impiegabile a basso prezzo e solo per il tempo necessario.
Molti componenti elettronici vengono utilizzati in campo industriale.
In questa ottica le competenze attribuite all'area dell'ingegneria dell'informazione risultano essere un sottoinsieme delle competenze di un ingegnere delle telecomunicazioni.
Al D.P.R. 328 del 2001, fa seguito il Decreto Ministeriale n. 37 del 2008 che recita all'art 2 comma 1, lettera f): Si definiscono gli impianti radiotelevisivi ed elettronici come “le componenti impiantistiche necessarie alla trasmissione ed alla ricezione dei segnali e dei dati, anche relativi agli impianti di sicurezza, ad installazione fissa alimentati a tensione inferiore a 50 V in corrente alternata e 120 V in corrente continua, mentre le componenti alimentate a tensione superiore, nonché i sistemi di protezione contro le sovratensioni sono da ritenersi appartenenti all'impianto elettrico; ai fini dell'autorizzazione, dell'installazione e degli ampliamenti degli impianti telefonici e di telecomunicazione interni collegati alla rete pubblica, si applica la normativa specifica vigente”.
Quello che si comprende è che un impianto radiotelevisivo ed elettronico non è più tale sotto certe condizioni e diventa un impianto elettrico industriale e di conseguenza un ingegnere delle telecomunicazioni o elettronico non potrà pianificare, progettare, sviluppare, dirigere lavori e collaudare in piena autonomia per esempio un ponte radio fisso alimentato a tensione superiore a 50 V in corrente alternata e 120 V in corrente continua, questo in Italia.
La parola automazione nel D.P.R. 328 viene citata solo nelle competenze dell'ingegnere dell'informazione, il Decreto Ministeriale D.M. n. 37 del 2008 all'art 2 comma 1, lettera e) recita: "gli impianti per l'automazione di porte, cancelli e barriere, nonché quelli posti all'esterno di edifici se gli stessi sono collegati, anche solo funzionalmente, agli edifici" sono considerati impianti di produzione, trasformazione, trasporto, distribuzione, utilizzazione dell'energia elettrica.
Uno storico produttore italiano di automazione di cancelli, ha presentato quest'anno la sua automazione con accessori completamente wireless, unico cavo quello di alimentazione, tutto il resto autoalimentato e comunicante via radio.
L'automazione che si basa sull'elaborazione delle informazioni in più applicazioni industriali va a sostituire o migliorare il controllo meccanico-elettrico.
È bene precisare che la trasformazione dell'energia in alcuni casi va ad utilizzare componentistiche elettroniche si può pensare ad esempio ad un comune alimentatore switching o "a commutazione" anche definito alimentatore elettronico.
Un'altra normativa da tenere presente è il "Codice delle comunicazioni elettroniche", il decreto legislativo 1º agosto 2003, n.259 che da alcune definizioni:
- all'art 1 comma 1, lettera c): apparato radio elettrico: un trasmettitore, un ricevitore o un ricetrasmettitore destinato ad essere applicato in una stazione radioelettrica. In alcuni casi l'apparato radioelettrico può coincidere con la stazione stessa.
- all'articolo 1 comma 1, lettera nn): stazione radioelettrica: uno o più trasmettitori o ricevitori o un insieme di trasmettitori e ricevitori, ivi comprese le apparecchiature accessorie, necessari in una data postazione, anche mobile o portatile, per assicurare un servizio di radiocomunicazione o per il servizio di radioastronomia. Ogni stazione viene classificata sulla base del servizio al quale partecipa in materia permanente o temporanea;

Nella lettura del Codice delle comunicazioni elettroniche si può osservare che la procedura per il rilascio dell'autorizzazione alla installazione dell'impianto e non alla progettazione, segue due iter diversi a seconda della potenza in antenna maggiore o inferiore di 20 watt art. 87. ma è importante notare che l'impianto radioelettrico rimane tale al variare della potenza d'uso.
Attualmente c'è molto interesse per un nuovo sistema di informazione di controllo digitale, che dovrebbe consentire un abbattimento dei consumi energetici del 40%. il sistema è basato sulla tecnologia smart grid.

## Associazioni

### Associazioni e gruppi di coordinamento in ambito accademico in Italia
- Gruppo elettronica - (GE)[4]
- Associazione gruppo telecomunicazioni e tecnologie dell'informazione - (GTTI)[5]
- Società italiana di elettromagnetismo - (SIEm)[6]

### Associazioni internazionali
- IEEE, acronimo di Institute of Electrical and Electronic Engineers (in italiano: Istituto degli ingegneri elettrici ed elettronici);
- IET, acronimo di Institution of Engineering and Technology.

### Enti normativi
- CENELEC (European Committee for Electrotechnical Standardization, Comitato europeo di normazione elettrotecnica, in francese: Comité européen de normalisation en électronique et en électrotechnique), l'organismo europeo che si occupa di definire gli standard per le radiazioni elettromagnetiche;
- CEI (comitato elettrotecnico italiano) l'organismo italiano che si occupa di definire gli standard per le radiazioni elettromagnetiche;
- IEC la commissione elettrotecnica internazionale (International Electrotechnical Commission in inglese, Commission Electrotechnique Internationaleè in francese), acronimo IEC (dal nome inglese), è un'organizzazione internazionale per la definizione di standard in materia di elettricità, elettronica e tecnologie correlate. Molti dei suoi standard sono definiti in collaborazione con l'ISO (organizzazione internazionale per la normazione);
- ETSI L'istituto europeo per gli standard nelle telecomunicazioni, in inglese European Telecommunications Standards Institute, acronimo ETSI, è un organismo internazionale, indipendente e senza fini di lucro ufficialmente responsabile della definizione e dell'emissione di standard nel campo delle telecomunicazioni in Europa;
- UNINFO ente federato con UNI con competenze in campi specifici: tecnologie informatiche e loro applicazioni.[7]

## Libri
- Albino Antinori, Le telecomunicazioni Italiane 1861-1961, Edizioni dell'Ateneo, Roma, 1963
- Luigi Bonavoglia, L'ingegnere delle telecomunicazioni
- Luigi Sacco e Cellioni, Manuale di Radiotecnica, 1930
- Luigi Sacco, Manuale di Crittografia (pubblicato in proprio - 1925 1936 1947) tradotto in inglese e reperibile come "Manual of Cryptography" ed. Aegean Park Press.
- Luigi Sacco, Un primato italiano - La Crittografia nei secoli XV e XVI, ISBAS, 1947 e 1958